# SET UP!!
SET UP!!（セットアップ!!）は、文化放送で2011年度から放送されているラジオ番組。
ナイターシーズンは、プロ野球中継のない日の雨傘番組として放送されるワイド番組であり、平日版と週末版とがあるが、週末版は過去の雨天中止時の予備番組の内容の経緯上、全く内容が異なる。ナイターオフシーズンは平日版をベースとした内容として、2011年度と2013 - 2015年度にレギュラー番組として放送された。
ここでは平日版と週末版を一括して触れる。

## 平日版
2011年4月5日より開始。ナイターシーズン中は『文化放送ライオンズナイター』の中継カードがないとき（月曜日は除く）の雨傘番組『文化放送ライオンズナイタースペシャル SET UP!!』（ぶんかほうそうライオンズナイタースペシャル セットアップ!!）として放送。ナイターオフ期については、2011年度は『文化放送スポーツ情報バラエティ SET UP!!』（ぶんかほうそうスポーツじょうほうバラエティ セットアップ!!）として、2013 - 2015年度は『文化放送スポーツスクエア SET UP!!』（ぶんかほうそうスポーツスクエア セットアップ!!）として定時放送。ただし2012年度のナイターオフ期は休止していた。
2012年度までは、正式にはタイトルの頭に、その日のパーソナリティ名がついていた（例：『高橋まさいち SET UP!!』『まきしま範彦 SET UP!!』）。
2013年度は『ライオンズナイタースペシャル』自体を『ライオンズナイター SET UPスペシャル』と改題するため、従来の本番組は『文化放送ライオンズナイター SET UP!!』（ぶんかほうそうライオンズナイター セットアップ!!）として放送され、パーソナリティ冠もつかなくなった（ただし雨天中止バージョンの場合は、2013年度までパーソナリティ冠がついていた）。
2024年度の復活時は初期のタイトルに戻り『文化放送ライオンズナイタースペシャル 高橋将市 SET UP!!』として放送された。

### 放送時間
ナイターシーズン（4月 - 9月）
- 2011 - 2017年度
  - 平日不定期 最大で18:00 - 21:30（プロ野球パシフィック・リーグおよびセ・パ交流戦の開催が当初から予定されていない場合、もしくは中継予定の試合がない場合のみ放送。月曜は除く）
- 2024年度
  - 平日不定期 最大で17:57 - 21:00（同上）

ナイターオフシーズン
- 2011年度（2011年10月3日 - 2012年3月29日）
  - 月曜 17:50 - 18:30、火 - 金曜 17:50 - 21:00
    - 金曜は「セットアップ SET UP!!延長戦」と題して21:30まで放送する事があった（2011年11月まで）。また第3・第5週の月曜に、19時台の『マンデープレミアム』枠で放送するプログラムがない場合には、20:00まで本番組を延長する場合があった。
- 2013 - 2015年度（2013年10月1日 - 2014年3月27日、2014年9月30日 - 2015年3月26日、2015年9月29日 - 2016年3月24日）
  - 火 - 金曜 17:50 - 18:30

### 概要
2007年度から2009年度の『斉藤一美 うるわしの夜』、2009年度オフシーズンから2010年度ナイターシーズンの『センパツ!』、2010年度オフシーズンの『菅野しろうのアナログ情報バラエティ しろバラ』の流れを引き継ぎ、文化放送の報道スポーツ制作部によって制作されるワイド番組。埼玉西武ライオンズの情報のほか、プロ野球やスポーツを中心とした様々な話題や音楽などを送る。また、『しろバラ』のコーナー「こちら文化放送報道部ニュース最前線」も本番組に移行して、継続する。
当初はゴールデンウィークの時期が、初回となるはずであったが、東日本大震災の影響で、プロ野球の開幕が4月12日に延期された影響により、改編直後の4月5日からすぐに、4日連続で放送された。
なお、ナイターシーズン中に中継予定の試合が雨天中止の場合も『セットアップ SET UP!!』として放送されるが、この場合は番組前半は、試合開催予定の球場からのライオンズ情報に費やされ、レギュラーコーナーの大半は放送されない。ただし、必要に応じて他球場からのリポートを交えることもあった。
2011年度の『ライオンズナイター』は月曜の中継がある週を除き、火曜から金曜において移動日等でライオンズの試合予定がない場合でも、パ・リーグおよびセ・パ交流戦の試合予定（ライオンズの関与しない予備日を除く）さえあれば、原則として該当試合の中継を実施する方針となっていた。加えて東日本大震災の影響による日程変更により6月から7月にかけてライオンズが過密日程を強いられることから、本番組の放送頻度は『うるわしの夜』や『センパツ!』と比べると低くなっており、6月の交流戦終了後の放送の後は雨天中止バージョンしか放送されなかった（月曜ナイターの試合が行われる場合は、当初から試合の予定が組まれていない別の平日に本来月曜に放送されるべき定時番組を代替放送するケースもある）。
しかし、その後の秋改編にて、2011年度のナイターオフの定時ワイド番組『文化放送スポーツ情報バラエティ セットアップ SET UP!!』として継続された。月曜は槇嶋と高橋、火・水曜は槇嶋と小川、木・金曜は高橋と小川の組み合わせで放送。月曜日は「セットアップ M」（セットアップ・エム）、槇嶋担当日は「まきしま範彦 SET UP!!」（まきしまのりひこ セットアップ!!）、高橋担当日は「高橋まさいち SET UP!!」（たかはしまさいち セットアップ!!）のタイトルとなる。
番組の冒頭では「野球のシーズンオフとシーズンインをつなぐ、文化放送のデイタイムとナイトタイムをつなぐ、ラジオとラジオの前のあなたをつなぐ番組」と言われることが多かった。
2012年のナイターシーズンも2011年の同時期と同じ放送形態で放送したが、初めからナイターの予定が無い場合はフルバージョンで放送せず残りの時間を別の特番に充てるケースが増えた。また西武戦非開催で他のパ・リーグの試合がある場合にも、放送するケースが発生した。
なお2012年オフシーズンは放送されないことが発表され、同年9月22日（土曜日に『ホームランナイタースペシャル』として放送）の回を以って一旦終了した。オフシーズン番組としての後番組は『田辺晋太郎 あなたへバトンタッチ』となるが、報道スポーツ制作部の関与は「ライオンズエクスプレス」「箱根駅伝への道」やニュースコーナーに留まることになり、『センパツ!』以来続くスポーツ色は一転して薄められた。
2013年4月26日より、2011・2012年のナイターシーズンと同じ形態で放送を再開。高橋と小川は続投するが、槇嶋に代わって飯塚治がパーソナリティとして加わった（高橋と交代で担当）。加えて文化放送の野球解説者がゲストコメンテーターとして交代で出演するようになった（ただし、駒田徳広は週末に冠番組『満塁ナイト』を持っているためか、雨天中止版を除いて出演実績なし）。ただし日曜ナイターの定時枠解消により、これまで野球のない日曜日に放送されてきた『田原総一朗 オフレコ!スペシャル』と『K-POP COUNTDOWN』（夏場はさらに『甲斐よしひろのセイ!ヤング21スペシャル』も加わる）もライオンズナイター枠で受け入れることになった影響で、本番組が1時間のみの放送になるケースも生じた。
2013年オフシーズンは、平日夜間の編成が大幅に見直された結果、『文化放送スポーツスクエア セットアップ SET UP!!』（ぶんかほうそうスポーツスクエア セットアップ!!）として、40分間ではあるがレギュラー放送が復活。半年間担当した飯塚に代わり槇嶋が復帰。スポーツ情報に特化した内容となり、特集要素は『オトナカレッジ』や『フライデープレミアム』に任せる形になった。今回は火曜は槇嶋単独、水曜は槇嶋と小川、木曜は高橋単独、金曜は高橋と小川の組み合わせで放送。
2014年以降もナイターシーズンは、高橋・槇嶋・小川の3名が続投の上で2013年度に準じた形態で放送されたが、文化放送解説者以外のライオンズOBもゲストコメンテーターとして随時起用されていた。オフシーズンについても2013年度と同様の形態で2014年と2015年も放送された。
2016年は『ライオンズナイター』にスタジオ担当の女性アナウンサーが配置されるようになったため、雨天中止版の場合はそのアナウンサーがメインとなって進行する形態となった。また、それまで単独番組として放送されていた『プレイバック シネマへの旅』を、枠内コーナー『SET UP・シネマへの旅』（単独番組時のパーソナリティーであった高橋小枝子が、本番組パーソナリティとの掛け合いで進行）として随時放送するようになった。また、オフシーズンの編成を2012年度以前の構成へ戻すにあたり、新たなナイターオフ番組『情報ミックスバラエティ パズル』が開始されるため、本番組は4年ぶりにナイターシーズンのみの放送となった。
2017年4月5日から2016年までのナイターシーズンと同じ形態で放送を再開。小川は続投するが高橋・槙嶋が揃って週末版『サタデースポーツフィーバー』へ移り、代わって2016年度キャリア採用組の片山真人・寺島啓太がパーソナリティとして正式に加わる（正式加入前の2016年9月16日にも代理でメインパーソナリティ経験あり）。
しかし、このシーズンを最後に一旦『SET UP!!』としての放送は終了。本番組の後継番組として、ナイターオフシーズンは『ダッシュ!アミーゴ1号2号』、翌2018年のナイターシーズンは『Lプロ!』が、それぞれ開始されることになった。なお、前者では寺島が火・水曜パーソナリティ、片山が木・金曜パーソナリティ、小川が金曜アシスタントとして続投している。
その後、ナイターシーズンの雨傘番組は毎年入れ替わる状況（主に斉藤一美・長谷川太が担当の別番組を放送）が続いたのち、2024年のナイターシーズンにて7シーズンぶりに『SET UP!!』の題号を復活させることになった。なお、槇嶋・片山・寺島ともにこの間に文化放送を退社したため、高橋がアシスタントなしのワンマンで番組を進行した（小川は『ライオンズナイター』のスタジオ担当であるが、復活版には出演していない）。尤も、この復活版も1年で終了となり、翌2025年は『堀口文宏のラジオ フルスイング』が放送されている。

### 出演者
- パーソナリティ：高橋将市（文化放送アナウンサー、2011年度-2016年度、2024年度-）

過去
- パーソナリティ
  - 槇嶋範彦（当時・文化放送アナウンサー、2011年度-2012年度、2013年度オフシーズン-2016年度）
  - 飯塚治（当時・文化放送アナウンサー、2013年度ナイターシーズンのみ）
  - 片山真人（当時・文化放送アナウンサー、2017年度のみ）
  - 寺島啓太（当時・文化放送アナウンサー、2017年度のみ）
- アシスタント：小川真由美（2011年ナイターオフ期の月曜は出演せず。2013年 - 2015年のナイターオフ期は週2回出演）
- 天気キャスター
  - 参田かおり（気象予報士、2011年度。番組中では「ビジュアル系気象予報士」と紹介されている。2011年ナイターオフ期の月曜は出演しなかった。2012年4月5日で卒業）
  - 山本ゆめ（2012年度）

ナイターシーズン中は野球中継の予定が最初から設定されていない日のみ上記出演者が出演する。また、パーソナリティを務めるアナウンサーは当日の『ライオンズエクスプレス』から続けて担当する。
なお、中継予定の試合が雨天中止の場合は、その日の中継のスタジオ担当アナウンサーがパーソナリティを担当する（当日のスタジオ担当が高橋・飯塚・槇嶋であった場合も、小川や天気キャスターは出演しないが、2012年シーズンのみ7月からは雨天中止版でも小川が出演していた）が、当日の中継を担当する予定だった文化放送野球解説者も、スタジオ出演することがある。
さらに、週末の『SET UPスペシャル』で放送する特番がない場合には、当該時間帯ではこの平日版の体裁で放送するケースも発生する。この場合は「ライオンズナイタースペシャル」や「スポーツ情報バラエティ」の冠は付かない。この場合にはNRNネット番組となるが、ライオンズナイターのノベリティのメッセージ採用者への送付は通常通り行われる。

### オープニング曲
Perfume
/ 「不自然なガール」オリジナル・インストゥルメンタル
2017年までのエンディング曲はシーズン中の『ライオンズナイター』同様に、概ね2週に1回の割合で変更されていた。また、ナイターシーズンの単発放送では『ライオンズナイター』と共用となる。なお、歴代のエンディング曲名は、文化放送の音楽ポータルサイト・MMQR でも参照できた。2024年の復活時はエンディングにも「不自然なガール」を流している。

### 2013年度以降のナイターシーズンのコーナー
- 「SET UP!!スポーツニュース」

当日のスポーツ情報を伝える。
- 「SET UP!!パ・リーグ最前線」

放送時点でのパ・リーグの成績やデータを見ながらゲストコメンテーターとのトークを繰り広げる。競馬の予想コーナーがある場合、このコーナーは割愛される場合がある。
- ゲストコメンテーターとのトークコーナー

2013年度は「僕のあの頃」 と題して、ゲストコメンテーターが現役当時の頃をはじめとしたエピソードを語っていた。また、一部のトークは文化放送公式サイトの「Podcast QR」でも再配信されていた。
2014年度は、6月5日までは「○○○○（コメンテーターの氏名）記念館」と題して、もしも自分を記念館を建てるとしたらどんな記念の品々が展示されるのかというテーマとしたトークを送っていたが、6月19日からは「○○○○（コメンテーターの氏名）のなんでも一番」と題して、ゲストコメンテーターにとっての「一番○○なもの」をテーマとしたトークを送っている。
19時台以降も放送がある場合には、2部構成になる。
（以下は19時以降も放送がある場合のみ放送。毎回すべて行うわけではない）
- 菅野詩朗の冠コーナー

31年に渡りライオンズナイターに関わり、相撲の実況も行っていた菅野詩朗（元・文化放送アナウンサー）の冠コーナーが、不定期に放送されている。基本的に高橋・飯塚・槇嶋のいずれかを聞き手とした事前収録であるが、フルバージョンでの放送の場合は菅野本人が生出演し、ゲストコメンテーターも加わってのトークとなることがある。
2013年度は「猛き獅子の記憶・菅野獅子朗 オレのレオ」と題し、毎回過去のライオンズの名選手を1名取り上げ、当時の実況音源を交えながらエピソードを語っていた。
2014年度は「菅の海詩朗・名力士列伝」と題し、大相撲の往年の有名力士のエピソードを語る。
- 「大学駅伝・春（→夏）」

学生3大駅伝の実況アナウンサーが日替わりで登場（主に松島茂）し、大学駅伝に関する最新情報を伝える。
- 「こちら文化放送報道部 ニュース最前線」

前述の「しろバラ」から引き継いだコーナー。文化放送の報道記者（主に石森則和）によるニュースコラム。同じ週に『SET UPスペシャル』枠（以前は『サンデープレミアム』枠も）で単発報道番組が予定されている場合は、それと関連した話題を扱うことがある。
（以下は20時以降も放送がある場合のみ放送。毎回すべて行うわけではない）
- 「SET UP!!真由美総研」

小川が担当するミニ特集コーナー。2011年のナイターシーズン中は「真由美総研・読み込み選手名鑑」 として、プロ野球に関する文献から知られざるエピソードをクイズ形式で紹介する形であった。2011年ナイターオフは火曜日は海外、水曜日は食、木曜日は女性、金曜日はランキングという形で曜日替わりの特集を送った。2012年ナイターシーズン以降、テーマは不定となった。
- 「プロ野球音楽館」

プロ野球にまつわる音楽を扱う。野球DJユニット「プロ野球 音の球宴」の中嶋勇二とヨシノビズムが担当する。2011年ナイターオフ期も通じて不定期に放送。中嶋・ヨシノビズム両名のスケジュールの都合によっては事前収録となる場合がある。
- 「SET UP川柳」

その日のテーマに基づいてリスナーから川柳を募集し紹介。2011年ナイターシーズン中からのコーナーで、中継予定試合中止時の回でも放送された唯一のコーナーであった。2012年度は「かっとばせメール」に置き換えられたが、2013年度以降、ナイターシーズンのフルバージョン時限定かつフリーテーマながらコーナーが復活している。
- 「かっとばせメール」

2012年ナイターシーズン中のリスナー投稿コーナー。応援のコールのリズムにのせて送る。テーマはフリー。2013年は「SET UP川柳」に置き換えられたが、2014年はナイターシーズンのフルバージョン時に「SET UP川柳」とのどちらかを行う形になっている。
その他「パ・リーグクラシック」「オークス・ダービー がんばれ関東馬」「春のグランプリ・宝塚記念大予想」などの特集コーナーが設けられる。

#### 過去のコーナー
ナイターシーズンのみ放送されたコーナー
プロ野球シーズン中はタイムテーブルは流動的。以下はナイター予定がないバージョンで行われるコーナー（毎回すべて行うわけではない）
- 「戦え! われらが埼玉西武ライオンズ」

2011年度の開幕前のみ放送されたライオンズの情報コーナー。
- 「リーチ一発!ロンドン」

2012年ナイターシーズン中に放送。2012年ロンドンオリンピックに関する情報を紹介するクイズコーナー。取材でロンドンに派遣される砂山圭大郎がクイズ出題者として出演する場合がある。
- 「キャスター天気予報」

参田かおり→山本ゆめのお天気コーナー。2011年度のゴールデンウィーク頃から参田本人によるタイトルジングルが入るようになった（初期は小川がタイトルコールを行っていた）。2013年度以降、天気キャスターは置かれず、単なる「文化放送天気予報」として小川が伝えている。
- 「セットアップ・情熱のスポーツ」

2011・2012年ナイターシーズン中に放送。スポーツ選手に関するノンフィクションの物語を、パーソナリティの男性アナが朗読する。また、月1回程度松島茂が登場し箱根駅伝の特集（選手・監督インタビューなど）を行う。
- 「ちゃちゃっと美味しく ビストロ真由美」

2013年ナイターシーズンのみ。健康で美味しく簡単にできるメニューを紹介していた。監修は料理研究家のALICAが担当。
2013年度冬季（2014年1月 - 3月）のタイムテーブル
- 17:50 - オープニング
- 17:54 - スポーツニュースTODAY
- 18:00 - ライオンズエクスプレス
- 18:10 - 文化放送ラジオショッピング
- 18:15 - スポーツ・スクエア
  - 日替わり企画。金曜は主に競馬予想企画が行われていた。
- 18:25 - 文化放送交通情報
- 18:27 - MKK紹介、エンディング
  - 「MKK」は「スポーツ 見た 聞いた 感じた」の略とされ、リスナーからスポーツにまつわるエピソードをメールやFAXで募集し、番組で紹介していた。

2013年度秋季（2013年10月 - 12月）のタイムテーブル
- 17:50 - オープニング
- 17:56 - 文化放送ラジオショッピング
- 18:00 - ライオンズエクスプレス
- 18:10 - スポーツ・スクエア
- 18:15 - 箱根駅伝出場大学応援ラジオ 箱根駅伝への道
- 18:25 - 文化放送交通情報
- 18:27 - MKK紹介、エンディング

2011年ナイターオフ期のタイムテーブル
- 17:50 - オープニング
- 18:00 - セットアップニュース（月曜は週刊セットアップニュースとして放送）
- 18:09 - 文化放送交通情報
- 18:10 - ライオンズエクスプレス
- 18:23 - 文化放送　ネットショップ
  - 月曜は18:27で、エンディング。

（以降は火 - 金曜のみの放送。）
- 18:30 - ミュージックギフト〜音楽・地球号
  - ナイターオフシーズンのみの内包番組。月曜はエンディングの後独立番組として放送。
- 19:00 - セットアップ川柳
- 19:06 - こちら文化放送報道部　ニュース最前線
- 19:15 - セットアップ アベニュー
  - いわゆる箱番組枠である。
    - 火曜：過払い金 ナルホド法律相談（ABCラジオなどのNRN加盟局にもテープネット）
    - 水曜：なるほど! タニタ生活
    - 木曜：橋本清のピッチング・ライフ
    - 金曜：朗読 青春対話（CBCラジオ・RKBラジオ・エフエム長崎など各地の地方局でも放送されていることが確認されている。ただし、文化放送が幹事局というわけではないようで、放送もRKBの方が3か月先行している）
- 19:31 - キャスター天気予報
- 19:39 - 文化放送 ネットショップ
- 19:44 - セットアップ 真由美総研
- 19:54 - 文化放送交通情報
- 20:00 - セットアップ カレンダー
- 20:06 - ○○の○○的こころ
  - パーソナリティの男性アナによるミニコラム。「○○」の部分には基本的にパーソナリティの苗字が入るが、高橋将市担当時のみは「まさいち」と下の名前が入る。
- 20:18 - セットアップ ストリート
  - 火曜と木曜は箱番組を放送。水曜と金曜はスタジオから日替わりの特集を送る。
    - 火曜：もっとニッポニア! もっとジャパン!のうた
    - 木曜：小谷実可子のKEEP DREAMING
- 20:40 - 文化放送交通情報、キャスター天気予報
- 20:45 - セットアップ スタジアム
  - 不定期に「箱根駅伝への道」が放送されることがあった。
- 20:56 - エンディング

### ナイターシーズン中に放送された日
○印：元々中継予定がなかったため、放送された日／●印：中継予定試合が中止のため、急遽放送された日／◎印：週末の『ホームランナイタースペシャル』または『SET UPスペシャル』枠で放送された日
2011年
1. 2011年4月5日（火）○（『高橋まさいち SET UP!!』、堀口文宏をゲストに迎えて、放送）
2. 2011年4月6日（水）○（『高橋まさいち SET UP!!』、えのきどいちろうをゲストに迎えて、放送）
3. 2011年4月7日（木）○（『まきしま範彦 SET UP!!』、かわのをとやをゲストに迎えて、放送）
4. 2011年4月8日（金）○（『まきしま範彦 SET UP!!』、えのきどいちろうが、2度目のゲスト出演）
5. 2011年4月27日（水）●（『松島茂 SET UP!!』、皇子山の「西武対楽天」が雨天ノーゲームとなり、放送）
6. 2011年5月3日（火）○（『高橋まさいち・まきしま範彦 SET UP!!』[5]、えのきどいちろうが、3度目のゲスト出演）
7. 2011年5月4日（水）○（『まきしま範彦 SET UP!!』）
8. 2011年5月5日（木）○（『高橋まさいち SET UP!!』、RAG FAIRの土屋礼央をゲストに迎えて、放送）
9. 2011年5月10日（火）●（『扇一平 SET UP!!』、QVCマリンの「ロッテ対西武」が雨天中止となり、放送）
10. 2011年5月11日（水）●（『菅野詩朗 SET UP!!』、QVCマリンの「ロッテ対西武」が雨天中止となり、放送）
11. 2011年5月19日（木）○（『高橋まさいち SET UP!!』）
12. 2011年5月23日（月）●（『まきしま範彦 SET UP!!』、甲子園の「阪神対西武」が雨天中止となり、放送）
13. 2011年6月21日（火）○（『松島茂 SET UP!!』、スージー鈴木と日刊スポーツの今井貴久をゲストに迎えて、放送）
14. 2011年6月22日（水）○（『高橋まさいち SET UP!!』、20:00からの短縮放送）
15. 2011年6月23日（木）○（『高橋まさいち SET UP!!』、えのきどいちろうが、4度目のゲスト出演）
16. 2011年8月19日（金）●（『扇一平 SET UP!!』、QVCマリンの「ロッテ対西武」が雨天中止となり、放送）
17. 2011年9月21日（水）●（『斉藤一美 SET UP!!』、西武ドームの「西武対日本ハム」が台風の影響で中止となり、急遽放送）

2012年
1. 2012年4月3日（火）●（『飯塚治 SET UP!!』、西武ドームの「西武対ロッテ」が暴風を伴う悪天候の影響で中止となり、急遽放送）
2. 2012年4月5日（木）○（『高橋まさいち SET UP!!』、21:00までの放送。えのきどいちろうがゲスト出演。参田かおりがこの回で最終日）
3. 2012年4月11日（水）●（『まきしま範彦 SET UP!!』、甲子園の「楽天対西武」が雨天中止となり、放送）
4. 2012年4月13日（金）○（『まきしま範彦 SET UP!!』、20:00までの放送。後藤崇介がゲスト出演）
5. 2012年4月23日（月）○（『高橋まさいち SET UP!!』、えのきどいちろう、野口逢里がゲスト出演。20-22日のQVCマリンの「ロッテ対西武」が中止になった場合の予備日として設定されており、予め月曜日の番組を試合予定のない2012年4月27日に移動させていたが、3試合とも予定通り行われたため、3時間半のフルバージョンで放送）
6. 2012年5月3日（木）○（『まきしま範彦 SET UP!!』、20:30までの放送。松沼雅之がゲスト出演）
7. 2012年5月4日（金）○（『高橋まさいち SET UP!!』、20:00までの放送。堀口文宏がゲスト出演）
8. 2012年5月15日（火）○（『まきしま範彦 SET UP!!』、20:00までの放送。琴演奏家の奥田雅楽之一がゲスト出演）
9. 2012年5月18日（金）○（『高橋まさいち SET UP!!』、西武戦予備日だったためフルバージョン放送。須田鷹雄がゲスト出演）
10. 2012年5月24日（木）○（『まきしま範彦 SET UP!!』、20:30までの放送）
11. 2012年5月29日（火）○（『まきしま範彦 SET UP!!』、西武戦予備日だったためフルバージョン放送。岩本勉がゲスト出演）
12. 2012年6月7日（木）○（『高橋まさいち SET UP!!』、20:00までの放送。仁志敏久がゲスト出演）
13. 2012年6月15日（金）○（『まきしま範彦 SET UP!!』、当日は西武戦予備日ではなかったが、西武戦予備日である12日を月曜日の番組の振替に充てており、この日をその振替編成の予備日としていたことから、3時間半のフルバージョンで放送。岩本勉とえのきどいちろうがゲスト出演）
14. 2012年6月20日（水）○（『高橋まさいち SET UP!!』、21:00までの放送。駒田徳広、片岡安祐美がゲスト出演）
15. 2012年6月21日（木）○（『まきしま範彦 SET UP!!』、21:00までの放送。橋本清がゲスト出演）
16. 2012年7月13日（金）●（『飯塚治 SET UP!!』、ほっともっとフィールド神戸の「オリックス対西武」が雨天中止となったため、21:00まで放送。18:50頃までは球場からライオンズ情報を放送したが、最初はマイクに大きな雨音が乗るほどだったが、中継が終わるころには雨がやんでカラスの鳴き声が聞こえるほどだった。）
17. 2012年9月9日（日）◎（『高橋まさいち SET UPスペシャル』、初めて日曜日の「SET UPスペシャル」枠で19:30-21:00に、ABCラジオとの2局ネットで放送）
18. 2012年9月22日（土）◎（『高橋まさいち・まきしま範彦 SET UP!!』、通常の平日版「SET UP!!」の2012年度最終回。土曜日であるが「ホームランナイタースペシャル」扱いで、18:00-19:30にローカル放送。常連であるえのきどいちろうがゲスト。山本ゆめは事実上この回で卒業、槇嶋も一旦レギュラーを離れた）

2013年
1. 2013年4月26日（金）○（飯塚治をパーソナリティ、土肥義弘をゲストコメンテーターとして、19:00まで1時間放送。飯塚はレギュラーとしては初担当）
2. 2013年4月30日（火）○（高橋将市をパーソナリティ、松沼雅之をゲストコメンテーターとして、19:00まで1時間放送）
3. 2013年5月3日（金）○（高橋将市をパーソナリティ、森繁和をゲストコメンテーターとして、19:00まで1時間放送）
4. 2013年5月7日（火）○（飯塚治をパーソナリティ、山崎裕之をゲストコメンテーターとして、20:00まで2時間放送）
5. 2013年5月16日（木）○（高橋将市をパーソナリティ、松沼雅之をゲストコメンテーターとして放送。西武戦予備日であったため中継枠を確保したが試合が発生しなかったため、21:30まで3時間30分のフルバージョン。松沼は20:00までの出演予定であったが、結局は20:35まで出演した。また、競馬コーナーに矢野吉彦が出演した）
6. 2013年5月24日（金）○（高橋将市をパーソナリティ、土肥義弘をゲストコメンテーターとして、19:00まで1時間放送）
7. 2013年5月30日（木）○（飯塚治をパーソナリティ、仁志敏久をゲストコメンテーターとして、20:00まで2時間放送。小川が不在のため、代理アシスタントを有馬香が務めた）
8. 2013年6月7日（金）○（高橋将市をパーソナリティ、森繁和をゲストコメンテーターとして、19:00まで1時間放送）
9. 2013年6月10日（月）○（飯塚治をパーソナリティ、岩本勉をゲストコメンテーターとして放送。月曜日ではあるが西武戦予備日に指定されていたため中継枠を確保。しかし5月16日に続き試合が発生しなかったため、本来の月曜日の番組を翌日11日に振り替えた上で21:30まで3時間30分のフルバージョン放送。岩本は20時台前半までの出演。このほか、えのきどいちろうが2013年度初のゲスト出演）
10. 2013年6月14日（金）○（高橋将市をパーソナリティ、東尾修をゲストコメンテーターとして、19:00まで1時間放送）
11. 2013年6月18日（火）○（飯塚治をパーソナリティ、山崎裕之をゲストコメンテーターとして、21:00まで3時間放送）
12. 2013年6月19日（水）○（高橋将市をパーソナリティ、土肥義弘をゲストコメンテーターとして、20:00から21:30まで1時間30分放送）
13. 2013年6月20日（木）○（高橋将市をパーソナリティ、笘篠賢治をゲストコメンテーターとして放送。21:30まで3時間30分のフルバージョン。競馬コーナーには丹下日出夫が出演した）
14. 2013年7月11日（木）○（飯塚治をパーソナリティ、松沼雅之をゲストコメンテーターとして、19:00まで1時間放送）
15. 2013年7月18日（木）○（高橋将市をパーソナリティ、笘篠賢治をゲストコメンテーターとして、19:00まで1時間放送）
16. 2013年7月31日（水）●（秋田こまちスタジアムの「楽天対西武」が雨天コールドゲームとなったため、松島茂をパーソナリティとして約1時間15分放送）
17. 2013年8月23日（金）●（大宮の「西武対ソフトバンク」が雨天中止となったため、槙嶋範彦をパーソナリティとして放送。なお、19時頃までは球場からライオンズ情報を放送。槙嶋はこの間レギュラーパーソナリティを降板していたが、この回はレギュラー出演当時のジングルが使用された）
18. 2013年9月5日（木）●（Kスタ宮城の「楽天対西武」が雨天中止となったため、松島茂をパーソナリティとして放送。なお、19時頃までは球場からライオンズ情報を放送）
19. 2013年9月20日（金）○（飯塚治をパーソナリティ、森繁和をゲストコメンテーターとして、19:00まで1時間放送。飯塚は事実上この回でレギュラーを離れた）

- - このほか、 2013年9月9日（月）も「ロッテ対西武」の予備日に指定されているためフルバージョンの放送を予定していたが、前日9月8日（日）の該当試合が降雨ノーゲームとなったため振替試合が発生し、その中継に差し替えられた（ゲストコメンテーターとして出演予定であった松沼雅之は試合中継の解説に廻った。また、パーソナリティ担当予定であった高橋将市は中継のスタジオ担当を務めた）。

2014年
1. 2014年4月2日（水）○（槇嶋範彦をパーソナリティ、えのきどいちろうのレギュラーゲストに加え、北尾トロや山田食品産業の江橋丈広がゲスト、19:20まで1時間20分放送。西武の選手がよく食べているという山田うどんにスポットを当てて選手の食生活に迫る）
2. 2014年4月3日（木）○（高橋将市をパーソナリティ、土肥義弘をゲストコメンテーターとして、19:00まで1時間放送。あさむー通信）
3. 2014年4月29日（火）○（高橋将市をパーソナリティ、三井浩二をゲストコメンテーターとして、19:00まで1時間放送）
4. 2014年5月6日（火）○（槇嶋範彦をパーソナリティ、松沼雅之をゲストコメンテーターとして、19:00まで1時間放送）
5. 2014年5月7日（水）○（高橋将市をパーソナリティ、えのきどいちろうをゲストとして、20:00まで2時間放送）
6. 2014年5月8日（木）○（高橋将市をパーソナリティ、松沼博久をゲストコメンテーターとして、19:00まで1時間放送）
7. 2014年5月16日（金）○（高橋将市をパーソナリティ、仁志敏久をゲストコメンテーターとして、19:00まで1時間放送）
8. 2014年5月22日（木）○（高橋将市をパーソナリティ、大友進をゲストコメンテーターとして、19:00まで1時間放送）
9. 2014年5月27日（火）○（槇嶋範彦をパーソナリティ、笘篠賢治をゲストコメンテーターとして放送。西武戦予備日であったため中継枠を確保したが試合が発生しなかったため、21:30まで3時間30分のフルバージョン）
10. 2014年6月5日（木）○（槇嶋範彦をパーソナリティ、垣内哲也をゲストコメンテーターとして、19:00まで1時間放送）
11. 2014年6月19日（木）○（槇嶋範彦をパーソナリティ、土肥義弘をゲストコメンテーターとして放送。西武戦予備日であったため中継枠を確保したが試合が発生しなかったため、21:30まで3時間30分のフルバージョン）
12. 2014年6月20日（金）○（高橋将市をパーソナリティ、石井貴をゲストコメンテーターとして、19:00まで1時間放送）
13. 2014年6月23日（月）○（槇嶋範彦をパーソナリティ、山崎裕之をゲストコメンテーターとして放送。月曜日ではあるが西武戦予備日に指定されていたため中継枠を確保したが試合が発生しなかったため、本来の月曜日の番組を翌日24日に振り替えた上で、21:30まで3時間30分のフルバージョン）
14. 2014年6月26日（木）○（高橋将市をパーソナリティ、松沼博久や松沼雅之をゲストコメンテーターとして放送。交流戦共通予備日であったが西武戦の日程が組まれなかったため、21:30まで3時間30分のフルバージョン。20時台の競馬特集に丹下日出夫がゲスト出演）
15. 2014年7月4日（金）○（高橋将市をパーソナリティ、平野謙をゲストコメンテーターとして、19:00まで1時間放送。小川が不在のため、代理アシスタントを石川真紀が務めた）
16. 2014年7月17日（木）○（槇嶋範彦をパーソナリティ、仁志敏久をゲストコメンテーターとして、19:00まで1時間放送）
17. 2014年9月11日（木）●（QVCマリンの「ロッテ対西武」が雨天中止となったため、長谷川太をパーソナリティとして放送。当初解説担当予定であった駒田徳広ならびに、ロッテ側リポーターであったかわのをとやがゲストコメンテーターとして出演）
18. 2014年9月18日（木）○（高橋将市をパーソナリティ、松沼博久や松沼雅之をゲストコメンテーターとして、20:00まで2時間放送。競馬特集に丹下日出夫がゲスト出演）

2015年
1. 2015年4月2日（木）○（槇嶋範彦をパーソナリティ、仁志敏久をゲストコメンテーターとして、20:00まで2時間放送）
2. 2015年4月9日（木）○（槇嶋範彦をパーソナリティ、えのきどいちろうと戸谷真人【元文化放送アナウンサー】をゲストコメンテーターとして、20:00まで2時間放送）
3. 2015年4月10日（金）○（高橋将市をパーソナリティ、かわのをとやならびに「プロ野球 音の球宴」の中嶋勇二とヨシノビズムをゲストコメンテーターとして、19:00まで1時間放送。）
4. 2015年4月23日（木）○（高橋将市をパーソナリティ、柳沢慎吾をゲストコメンテーターとして、19:00まで1時間放送。）
5. 2015年5月5日（火）○（槇嶋範彦をパーソナリティ、戸谷真人をゲストコメンテーターとして、19:00まで1時間放送。）
6. 2015年5月6日（水）○（高橋将市をパーソナリティ、東尾修をゲストコメンテーターとして、20:00まで2時間放送。）
7. 2015年5月7日（木）○（高橋将市をパーソナリティとして、19:00まで1時間放送。特集はプロ野球「埼玉vs千葉シリーズ2015」とサッカー「なでしこジャパン」）
8. 2015年6月15日（月）○（交流戦予備日のため中継枠を確保したが試合が発生しなかったため、槇嶋と高橋のダブルパーソナリティとして、松沼雅之をゲストコメンテーターとして、本来の月曜日の番組を18日に振り替えた上で、21:30まで3時間30分のフルバージョン）
9. 2015年6月16日（火）○（交流戦予備日であるが西武が予定通り日程を消化したため、槇嶋と高橋のダブルパーソナリティとして、笘篠賢治をゲストコメンテーターとして、21:30まで3時間30分のフルバージョン）
10. 2015年6月17日（水）○（交流戦予備日であるが西武が予定通り日程を消化したため、槇嶋と高橋のダブルパーソナリティとして、松沼博久をゲストコメンテーターとして、21:30まで3時間30分のフルバージョン）
11. 2015年7月9日（木）○（高橋将市をパーソナリティとして、20:00まで2時間放送。特集はサッカー「なでしこジャパン」とばんえい競馬。番組後半にマリーンズ・カンパイガールズがゲスト出演）
12. 2015年7月16日（木）○（高橋将市をパーソナリティとして、20:00まで2時間放送。特集はライオンズナイター・実況シーンを英語でチャレンジする企画（ゲスト：近藤祐司）と大学駅伝）
13. 2015年7月22日（水）○（槇嶋範彦をパーソナリティ、堀口文宏をゲストコメンテーターとして、21:30まで3時間30分のフルバージョン）
14. 2015年7月23日（木）○（高橋将市をパーソナリティ、伊原春樹をゲストコメンテーターとして、20:00まで2時間放送。）
15. 2015年9月22日（火）○（槇嶋範彦をパーソナリティ、松沼雅之をゲストコメンテーターとして、20:00まで2時間放送）
16. 2015年9月23日（水）○（槇嶋範彦をパーソナリティ、19:00まで1時間放送。特集はプロ野球死語の世界と大学駅伝）
17. 2015年9月24日（木）○（高橋将市をパーソナリティ、えのきといちろうをゲストコメンテーターとして、21:30まで3時間30分のフルバージョン）
18. 2015年9月25日（金）○（槇嶋と高橋のダブルパーソナリティとして、中川充四郎をゲストコメンテーターとして、21:30まで3時間30分のフルバージョン）

2016年
1. 2016年3月31日（木）○（高橋将市をパーソナリティ、えのきどいちろうをゲストコメンテーターとして、20:00まで2時間放送）
2. 2016年4月14日（木）○（高橋将市をパーソナリティ、えのきどいちろうと森本稀哲をゲストコメンテーターとして、19:00まで1時間放送）
3. 2016年4月28日（木）○（槇嶋範彦をパーソナリティ、21:30まで3時間30分のフルバージョン、特集は新人アナウンサー寺島啓太の電車実況、「大学駅伝」東洋大学陸上競技部酒井俊幸監督と駒澤大学陸上部藤田敦史コーチの対談）
4. 2016年4月29日（金）○（高橋将市をパーソナリティ、松沼博久と松沼雅之をゲストコメンテーターとして、20:30まで2時間30分放送）
5. 2016年5月3日（火）○（槇嶋範彦をパーソナリティ、岩本勉をゲストコメンテーターとして、20:00まで2時間放送）
6. 2016年5月4日（水）○（高橋将市をパーソナリティとして、20:00まで2時間放送。特集は「プロ野球 音の球宴」の中嶋勇二と「こどもが歌ったプロ野球レコード特集」。番組後半に全日本プロレス・宮原健斗、リングアナウンサーの奥田亮とスルースキルズの西尾舞生、みづきあかり、大森由佳がゲスト出演）
7. 2016年5月5日（木）○（高橋将市をパーソナリティ、須田鷹雄をゲストコメンテーターとして、19:00まで1時間放送）
8. 2016年5月10日（火）●（コボスタ宮城の「楽天対西武」が雨天中止となったため、八木菜緒をパーソナリティ、松島茂をアシスタントとして放送。なお、19時頃までは球場からライオンズ情報を放送した。本編ではエルネスト・メヒア選手の音源特集を実施）
9. 2016年5月20日(金) ○（槙嶋範彦をパーソナリティ、19:00まで1時間放送。特集は「木村昇吾、竹原直隆　松坂世代2人の新戦力のインタビュー」と「プロ野球 音の球宴」ジャイアンツ特集）
10. 2016年6月20日(月) ○ (交流戦予備日のため中継枠を確保したが試合が発生しなかったため、高橋将市をパーソナリティ、中川充四郎をゲストコメンテーターとして本来の月曜日の番組を23日に振り替えた上で、21:30まで3時間30分のフルバージョン、19時台は大学駅伝特集として宇佐美菜穂による全日本大学駅伝関東予選会リポート、小川と松島茂が青山学院大学陸上部原晋監督に心理テストで迫った。番組後半にリオデジャネイロパラリンピック柔道代表藤本聰のインタビューを放送)
11. 2016年6月21日(火) ○ (交流戦予備日であるが西武が予定通り日程を消化したため、槙嶋範彦をパーソナリティ、中川充四郎・西本聖をゲストコメンテーターとして21:30まで3時間30分のフルバージョン、特集はセ・パ交流戦総括、韓国プロ野球の裏話、西本の故郷愛媛県のお国自慢や高校時代の話を放送、番組後半にグラゼニ女子末次まりのを迎えて小川・八木菜緒と野球女子会を行った)
12. 2016年6月22日(水) ○ (交流戦予備日であるが西武が予定通り日程を消化したため、高橋将市をパーソナリティ、仁志敏久をゲストコメンテーターとして20:30まで2時間30分放送)
13. 2016年7月20日(水) ○ (槙嶋範彦をパーソナリティ、笘篠賢治をゲストコメンテーターとして19:00まで1時間放送。特集は地方球場についてのエピソード、番組内で7月に福島放送から移籍の新人片山真人アナが初登場)
14. 2016年7月21日(木) ○ (高橋将市をパーソナリティ、19:00まで1時間放送。特集は五輪&夏の高校野球、PL学園最後の試合をヨシノビズムが取材)
15. 2016年8月11日(木) ○（高橋将市をパーソナリティ、仁志敏久をゲストコメンテーターとして20:30まで2時間30分放送。19時台は漫画バトルスタディーズ連載中の漫画家なきぼくろが20時台は歌手の大西洋介がそれぞれ登場）
16. 2016年8月17日(水) ○ (槙嶋範彦をパーソナリティ、20:30まで2時間半放送。特集は高校野球、ママさんライター瀬川ふみ子と電話を繋いだ。番組後半に14日に亡くなられた豊田泰光の話を放送スポーツセンターの鈴木敏夫デスク・戸谷真人元アナウンサーの証言を放送。
17. 2016年9月13日(火) ○（槙嶋範彦をパーソナリティ、堀口文宏をゲストコメンテーターとして21:30まで3時間30分のフルバージョン）
18. 2016年9月15日(木) ○ (高橋将市をパーソナリティ、笘篠賢治・菅野詩朗をゲストコメンテーターとして21:30まで3時間30分のフルバージョン、特集は「プロ野球界への提言」・先日亡くなられた元横綱千代の富士関のエピソード・「プロ野球 音の球宴」カープ特集)
19. 2016年9月16日（金）○（寺島啓太と片山真人のダブルパーソナリティとして、えのきどいちろうをゲストコメンテーターとして、21:30まで3時間30分のフルバージョン）
20. 2016年9月22日 (木) ○ (槙嶋と高橋のダブルパーソナリティとして宮澤ミシェルをゲストコメンテーターとして19:00まで1時間放送、通常の平日版「SET UP!!」2016年度最終回。特集は宮澤ミシェルがハリルJAPANを語る。番組後半には今週末開催される凱旋門賞の話題を伝えた。高橋と槙嶋は事実上この回でレギュラーを離れた)

2017年
1. 2017年4月5日 (水) ○（寺島啓太をパーソナリティ、笘篠賢治・松田丈志をゲストコメンテーターとして、20:30まで2時間30分放送。メッセージテーマは「私の知っている大阪人」・「セットアップ野球用語辞典」番組内で片山真人アナが上野公園・増上寺・目黒川から桜中継を行った。）
2. 2017年4月6日 (木) ○（片山真人をパーソナリティ、おすぎをゲストコメンテーターとして、20時まで2時間放送。メッセージテーマは「開幕一週間、プロ野球10大ニュース!」7日にメットライフドームの西武×ソフトバンク戦でお互い応援実況を行う松島茂・九州朝日放送 沖繁義両アナウンサーがそろって登場。）
3. 2017年5月3日 (水) ○（片山真人をパーソナリティ、関塚隆・二宮寿朗をゲストコメンテーターとして、20:30まで2時間30分放送。メッセージテーマは「教えてセキさん」・「野球ドレミの歌」）
4. 2017年5月4日 (木) ○（寺島啓太をパーソナリティ、19:30まで1時間30分放送。メッセージテーマは「ゴールデンウイークの過ごし方」番組終盤に高知ファイティングドッグス駒田徳広監督と電話を繋いだ。）
5. 2017年5月5日 (金) ○ (寺島啓太をパーソナリティ、えのきどいちろう・永井和人・西村志野をゲストコメンターとして20:30まで2時間30分放送。メッセージテーマは「ハムの話」)
6. 2017年5月11日 (木) ○（寺島啓太をパーソナリティ、渡辺保裕をゲストコメンテーターとして20:00まで2時間放送。メッセージテーマは「わたしの野球観戦スタイル」番組終盤に大学駅伝特集として東海大学を取り上げた）
7. 2017年5月24日（水）○（片山真人をパーソナリティ、葦原一正をゲストコメンテーターとして19:30まで1時間30分放送。メッセージテーマは「バスケットBリーグについて」・「セットアップ野球標語」）
8. 2017年6月19日（月）○（交流戦予備日のため放送枠を確保したが試合が発生しなかったため、寺島啓太をパーソナリティ、岩本勉をゲストコメンテーターとして本来の月曜日の番組を22日に振り替えた上で21:30まで3時間半のフルバージョン。メッセージテーマは「あの選手にこの歌を」）
9. 2017年6月20日（火）○（交流戦予備日であるが西武が予定通り日程を消化したため、片山真人をパーソナリティ、西本聖・森高夕次をゲストコメンテーターとして21:30まで3時間半のフルバージョン。メッセージテーマは「私の野球博物館」）
10. 2017年6月21日（水）○（交流戦予備日であるが西武が予定通り日程を消化したため、松島茂をパーソナリティ、中川充四郎・松沼博久・平尾博嗣をゲストコメンテーターとして21:30まで3時間半のフルバージョン。メッセージテーマは「パ・リーグ」小川が不在のため、八木菜緒が代理アシスタントを務めた。）
11. 2017年6月27日（火）●（沖縄セルラースタジアム那覇の「西武×ロッテ」が雨天ノーゲームとなった為、21:00から事前収録済み番組　寺島啓太と小川真由美のジェネレーショントーク「寺島世代」を放送。）
12. 2017年6月29日（木）○（寺島啓太をパーソナリティ、中川充四郎をゲストコメンテーターとして19:30まで1時間半放送。18時台後半に6月28日に急死した森慎二投手コーチを偲ぶ企画を行ったことで当初の放送予定から大幅に変更された。）
13. 2017年9月12日（火）○（寺島啓太をパーソナリティ、松沼雅之をゲストコメンテーターとして21:30まで3時間半のフルバージョン。メッセージテーマは「私と西武鉄道」番組後半に西武鉄道特集としてホリプロマネージャー南田裕介・西武鉄道沿線事業企画部主任毛老善が登場。）
14. 2017年9月15日（金）○（片山真人をパーソナリティ、えのきどいちろう・かわのをとやをゲストコメンテーターとして21:30まで3時間半のフルバージョン。メッセージテーマは「わたしとニッポンハム」・「わたしとロッテ」番組後半になでしこリーグ特集を行った。）
15. 2017年9月22日（金）○（寺島啓太をパーソナリティ、リスケ・DJツバサをゲストコメンテーターとして19:20まで1時間20分放送。メッセージテーマは「DJリスケ・DJツバサにメッセージ」）
16. 2017年9月26日（火）○（片山真人をパーソナリティ、松沼博久・中川充四郎をゲストコメンテーターとして21:30まで3時間半のフルバージョン。メッセージテーマは「思い出の監督」）
17. 2017年9月27日（水）○（寺島啓太をパーソナリティ、惣田紗莉渚をゲストコメンテーターとして21:30まで3時間半のフルバージョン。メッセージテーマは「私とメットライフドーム」）
18. 2017年9月29日（金）○（片山真人をパーソナリティ、笘篠賢治をゲストコメンテーターとして21:30まで3時間半のフルバージョン、平日版「SET UP!!」の一旦の最終回。メッセージテーマは「2017年ライオンズ、あのゲーム、あの選手、あのプレー」）

2024年
1. 2024年4月18日（木）○（19:00まで1時間放送。ゲストに向井葉月が出演)
2. 2024年4月26日（金）○（20:00まで2時間放送。1982年のライオンズを当時のヒット曲とともに振り返った)
3. 2024年5月2日（木）○（20:00まで2時間放送。1983年のライオンズを当時のヒット曲とともに振り返った)
4. 2024年5月9日（木）○（20:00まで2時間放送。1986年のライオンズを当時のヒット曲とともに振り返った。ゲストコメンテーターは東尾修)
5. 2024年5月14日（火）○（20:00まで2時間放送。1987,1988年のライオンズを当時のヒット曲とともに振り返った)
6. 2024年5月15日（水）○（20:00まで2時間放送。1990,1991年のライオンズを当時のヒット曲とともに振り返った)
7. 2024年5月16日（木）○（19:00まで1時間放送。2019年のライオンズを当時のヒット曲とともに振り返った)
8. 2024年6月18日（火）○（交流戦予備日であるが西武が予定通り日程を消化したため、21:00まで3時間のフルバージョンで放送。1993年のライオンズを当時のヒット曲とともに振り返った。ゲストコメンテーターは辻発彦)
9. 2024年6月19日（水）○（前日と同じ理由で21:00まで3時間のフルバージョンで放送。2002年のライオンズを当時のヒット曲とともに振り返った。ゲストコメンテーターは松沼雅之)
10. 2024年6月20日（木）○（前日と同じ理由で21:00まで3時間のフルバージョンで放送。1985年のライオンズを当時のヒット曲とともに振り返った。ゲストコメンテーターは松沼博久)
11. 2024年7月11日（木）○（19:00まで1時間放送。1994年のライオンズを当時のヒット曲とともに振り返った）
12. 2024年7月25日（木）○（オールスターゲーム予備日であるが予定通り日程を消化したため、21:00まで3時間のフルバージョンで放送。1992年のライオンズを当時のヒット曲とともに振り返った。ゲストコメンテーターは西本聖）
13. 2024年8月9日（金）○（19:00まで1時間放送。2004年のライオンズを当時のヒット曲とともに振り返った）
14. 2024年9月19日（木）○（21:00まで3時間のフルバージョンで放送。2008年のライオンズを当時のヒット曲とともに振り返った）

#### 「SET UP」以外にナイター枠で放送された特番
以下、参考までに、野球中継が無かったにもかかわらず、通常の『SET UP!!』以外の番組を編成したケースを記す。2011年度と2012年度は『ライオンズナイタースペシャル』、2013年度以降は『ライオンズナイターSET UPスペシャル』として放送されている。2024年度のこれらの番組は、2024年9月5日の『岩本勉のまいどスポーツ復活祭』を除いて『ライオンズナイタースペシャル』枠外扱いのため記載しない。
2011年
1. 2011年6月2日（木） - 『勇気と元気 つながろうジャパン〜加山雄三 心のエール』『AKB48 NEWアルバムまでもうちょっと。〜ここにいたことSP〜』（前者は一応『セットアップスペシャル』の冠が付いていた）
2. 2011年6月17日（金）・9月22日（木） - 『文化放送ライオンズナイター30周年の軌跡』
3. 2011年6月22日（水） - 20:00まで『拝啓 若獅子様』（牧田和久と銀仁朗がパーソナリティを担当。アシスタントは斉藤一美。『SET UP!!』は20:00から放送）

2012年
1. 2012年4月5日（木） - 21:00から『プレイバック シネマへの旅』
2. 2012年4月13日（金） - 20:00から『さだまさし40周年 文化放送さだまつり♪special』
3. 2012年5月3日（木） - 20:30から『双葉高校野球部の青春〜2011年 夏』
4. 2012年5月4日（金） - 20:00から『コトブキツカサ ピテカンシネマ』
5. 2012年5月15日（火） - 20:00から『ガヤガヤ我が家』、21:00から『プレイバック シネマへの旅』
6. 2012年5月24日（木） - 20:30から『AUN Jクラシックオーケストラ ウツクシキ ニホンノ ヒビキ』
7. 2012年6月7日（木） - 20:00から『かりゆし58 笑っててラジオ』
8. 2012年6月19日（火） - 『ライオンズ 魂の軌跡』(ライオンズの現役選手がラジオパーソナリティに挑戦する『拝啓 大崎雄太朗様』、『拝啓 秋山翔吾様』、ライオンズOBの友利結、石井貴の1時間近いロングインタビューを放送)
9. 2012年6月20日（水） - 21:00から『プレイバック シネマへの旅』
10. 2012年6月21日（木） - 21:00から『ガヤガヤ我が家』
11. 2012年7月13日（金） - 21:00から『プレイバック シネマへの旅』

2013年
1. 2013年4月26日（金） - 19:00から『囲碁将棋のHAMAMACYO トーKING!RADIO』、20:00から『K-POP COUNTDOWN』
2. 2013年4月30日（火） - 19:00から『西田ひかる 25YEARS SPECIAL RADIO IN THE SUN』、20:00から『田原総一朗 オフレコ!スペシャル』
3. 2013年5月3日（金） - 19:00から『壇蜜の耳蜜』[6]、20:00から『我が家のアイドルのオキテ Cheeky Parade編』、21:00から『E-girls Radio Lesson1』
4. 2013年5月7日（火） - 20:00から『K-POP COUNTDOWN』
5. 2013年5月24日（日） - 19:00から『第80回日本ダービー直前企画 勝つのはこれだ!!』（矢野吉彦、長谷川太。小川も「SET UP!!」から引き続き出演）、20:00から『ココロゴハン～いただきますとごちそうさまの間』（映画「体脂肪計タニタの社員食堂」公開プロモーション番組）
6. 2013年5月30日（木） - 20:00から『田原総一朗 オフレコ!スペシャル』
7. 2013年6月7日（金） - 19:00から『K-POP COUNTDOWN』、20:00から『我が家のアイドルのオキテ Cheeky Parade編』、21:00から『私立恵比寿中学 放送部 番外編 DJ MAYAMAのハイテンションレディオ〜ひとりだってできるもん〜』
8. 2013年6月14日（金） - 19:00から『壇蜜の耳蜜』、20:00から『田原総一朗 オフレコ!スペシャル』
9. 2013年6月18日（火） - 21:00から『文化放送報道スペシャル 被災地の真実・復興商店街の明暗』
10. 2013年6月19日（水） - 20:00まで『ライオンズのど真ん中!公開生放送』（2009年まで行われた『我らパ・リーグ応援団解団式』の復活版ともいうべき公開生放送企画）
11. 2013年7月11日（木） - 19:00から『甲斐よしひろのセイ!ヤング21スペシャル』（6月まではホームランナイター枠の放送であったが、これ以降ライオンズナイター枠で放送）、20:00から『天晴事典!さだまさし』
12. 2013年7月18日（木） - 19:00から『デビュー15周年スペシャルプログラム・島谷ひとみのRadio In Love』、20:00から『田原総一朗 オフレコ!スペシャル』、21:00から『私立恵比寿中学放送部 中人リリーススペシャル』（事実上、選挙特番と重なる7月21日分の振替枠）
13. 2013年9月20日（金） - 19:00から『甲斐よしひろのセイ!ヤング21スペシャル』、20:00から『田原総一朗 オフレコ!スペシャル』、21:00から『ザ・パンチのHAMAMACYO トーKING！RADIO』

※5月21日・6月4日・6月11日・7月23日・9月13日の18:00-21:30は、本来月曜に放送されるべき定時番組を代替放送（6月10日は月曜であるが、西武戦予備日に指定されているため野球中継枠を確保。当日は試合が発生しなかったため、本番組のフルバージョンを放送した。）。
2014年
1. 2014年4月2日（水） - 19:20より『文化放送ライオンズナイター SET UPスペシャル Jリーグカップ浦和レッズ対大宮アルディージャ実況中継』（埼玉ダービー・埼玉スタジアム2002。解説：宮澤ミシェル、実況：高橋将市）を放送。
2. 2014年4月3日（木） - 19:00より『春満開!さだまさしサクラづくしの150分!』
3. 2014年4月29日（火） - 19:00から『甲斐よしひろのセイ!ヤング21スペシャル』、20:00より『オトナカレッジスペシャル』
4. 2014年5月6日（火） - 19:00より『スパローズ 売れずに20年目突入記念地上波初冠番組生放送、ウレナーズハイ!〜結成した時に生まれた子供たちが、もうすぐ選挙権もっちゃいますSP〜!』、20:00より『dancing groove』
5. 2014年5月7日（水） - 20:00より『田原総一朗 オフレコ!スペシャル』
6. 2014年5月8日（木） - 19:00より『笠原秀幸Love café』、20:00より『星空の阿久悠』
7. 2014年5月16日（金） - 19:00より『オトナカレッジスペシャル』、21:00より『テゴマスのらじお』（MBSラジオからのテープネット）
8. 2014年5月22日（木） - 19:00より『我が家とチキパのスーパーGEMGEMパレード』、20:00より『出張!志の輔ラジオ 落語DEデート』（毎週日曜日朝に放送中の「志の輔ラジオ 落語DEデート」のスペシャル番組）、21:00より『テゴマスのらじお』（MBSラジオからのテープネット）
9. 2014年6月5日（木） - 19:00より『Dreaming 若大将 加山雄三 夢に向かって いま』（パーソナリティ：太田英明、出演：加山雄三）、20:00より『オトナカレッジスペシャル』、21:00より『テゴマスのらじお』（MBSラジオからのテープネット）
10. 2014年6月20日（金） - 19:00より『甲斐よしひろのセイ!ヤング21スペシャル』、20:00より『田原総一朗 オフレコ!スペシャル』
11. 2014年6月25日（水） - 18:00より『斉藤一美のスポーツタイム ズミスポ』2時間半スペシャル、20:30より『裁判員制度5年〜見えてきた課題』（パーソナリティ：鈴木純子、出演：竹田昌弘(共同通信)、ゲスト：高野隆(弁護士)ほか）
12. 2014年7月4日（金） - 19:00より『甲斐よしひろのセイ!ヤング21スペシャル』、20:00より『オトナカレッジスペシャル』
13. 2014年7月17日（木） - 19:00より『NMB48山本彩のレギュラーとったんで!』（出演：山本彩、ハリセンボン）、20:00より『田原総一朗 オフレコ!スペシャル』
14. 2014年9月18日（木） - 20:00より『駒田徳広 満塁ナイト〜たぶん放送されるであろう木曜の夜にしゃべり倒せ〜』

2015年
1. 2015年4月2日（木） - 20:00より『A&G TRIBAL RADIO エジソンフライングスペシャル』（出演：花江夏樹、日高里菜、ゲスト：三森すずこ、長妻樹里）
2. 2015年4月9日（木） - 20:00より『ポール・マッカートニー OUT THERE JAPN 直前スペシャル　〜マタ、アイマショウの約束〜』
3. 2015年4月10日（金） - 19:00より『我が家とチキパのガヤガヤパレード』、20:00より『3周年記念!飛べサル ロックン・ロールトーク＆ライブ特番 』（平日夕方に放送中の「吉田照美 飛べ!サルバドール」のスペシャル番組）
4. 2015年4月23日（木） - 19:00より『飛べサル名曲商店街 第0章 出会いの歌』、20:00より『原田知世の恋愛小説〜あの物語の中で逢いましょう〜 』
5. 2015年4月29日（水） - 18:00より『サッカーJ1ファーストステージ横浜F・マリノス対サンフレッチェ広島実況中継』（解説：湯浅健二、実況：松島茂）
6. 2015年5月5日（火） - 19:00より『超特急スペシャル・ゴールデン特急〜臨時ダイヤde出発進行!〜』（出演：超特急）、20:00より『田原総一朗 オフレコ!スペシャル』
7. 2015年5月6日（水） - 20:00より『武井壮のガッとしてビターン!』（出演：武井壮、ゲスト：前園真聖）
8. 2015年5月7日（木） - 19:00より『SUPER☆GiRLS 5th ANNIVERSARY RADIO』（出演：SUPER☆GiRLS）、20:00より『オトナカレッジスペシャル』
9. 2015年7月9日（木） - 20:00より『甲斐よしひろのセイ!ヤング21スペシャル』
10. 2015年7月16日（木） - 20:00より『田原総一朗 オフレコ!スペシャル』
11. 2015年7月23日（木） - 20:00より 『オトナカレッジスペシャル』
12. 2015年9月22日（火） - 20:00より『田原総一朗 オフレコ!スペシャル』
13. 2015年9月23日（水） - 19:00より『Cheeky Paradeのガヤガヤパレード』、20:00より『オトナカレッジスペシャル』

2016年
1. 2016年3月31日（木） - 20:00より『文化放送開局記念特番『Song For You〜歌のおくりもの〜』』
2. 2015年4月14日（木） - 19:00より『ビートルズ来日50周年!特別番組『ザ・セッションズ〜ザ・ビートルズat アビイ・ロード・スタジオ〜』』、20:00より『田原総一朗 オフレコ!スペシャル』
3. 2016年4月29日（金） - 20:30より『 いとうせいこう×みうらじゅん ザツダン!』
4. 2016年5月3日（火） - 20:00より『トレンディエンジェルのPePePeラジオホリデー』
5. 2016年5月4日（水） - 20:00より『勝地涼×笠原秀幸 ほっとけないラジオ』
6. 2015年5月5日（木） - 19:00より『音楽自由人・秦万里子 うたのバルーン♪』、20:00より『田原総一朗 オフレコ!スペシャル』
7. 2016年5月20日(金) - 19:00より『いとうせいこう×みうらじゅん ザツダン!』、20:00より『阪口大助のeスポーツなび』
8. 2016年6月22日(水) - 20:30より『髙橋真梨子50th anniversary Songs "for you"』
9. 2016年7月20日(水) - 19:00より『2016年東京都知事選挙政見放送』
10. 2016年7月21日(木) - 19:00より『いとうせいこう×みうらじゅん ザツダン!』、20:00より『田原総一朗 オフレコ!スペシャル』
11. 2016年8月11日(木) - 20:30より『日本の山はすごい!マウンテンカレッジ』
12. 2016年8月17日(水) - 20:30より『文化放送報道スペシャル 俺はパドリオになる〜総理大臣・鈴木貫太郎の終戦』
13. 2016年9月22日(木) - 19:00より『田原総一朗 オフレコ!スペシャル』、20:30より『協会けんぽ 健康サポートスペシャル』

2017年
1. 2017年4月5日 (水) - 20:30より『いとうせいこう×みうらじゅん ザツダン!』
2. 2017年4月6日 (木) - 20:00より『田原総一朗 オフレコ!スペシャル』
3. 2017年5月3日 (水) - 20:30より『いとうせいこう×みうらじゃん ザツダン!』
4. 2017年5月4日 (木) - 19:30より『私立恵比寿中学放送部 5年目だよ GW大エビ祭り』、20:30より『トレンディぱるるのPePeラジ!』
5. 2017年5月5日 (金) - 20:30より『勝地涼×笠原秀幸 ほっとけないラジオ』
6. 2017年5月11日 (木) - 20:00より『田原総一朗 オフレコ!スペシャル』
7. 2017年5月24日 (水) - 19:30より『梁邦彦・DEPAPEPE ユートピアン・カラーズ』、20:30より『伊藤聡子のPrime Voice』
8. 2017年6月29日 (木) - 19:30より『嗣永桃子のぷりぷりプリンセス〜ももちフォーエバー〜』（2009年から2014年までレコメン!・超!A&G+内でレギュラー放送されていたが2017年6月末で嗣永が芸能界を引退することになり約3年ぶりに特別番組で復活することになった。）、20:30より『甲斐よしひろのセイ!ヤング21スペシャル』
9. 2017年9月22日（金）- 19:20より『ラグビートップリーグ 東芝ブレイブルーパス×神戸製鋼コベルコスティーラーズ実況中継』（解説：堀越正巳、実況：長谷川太）

## 週末版
平日版開始初年度だった2011年の週末のナイター中継『文化放送ホームランナイター』の雨傘番組は、2010年度同様に『センパツ!』のタイトルで放送されていたが、2012年度からは週末も『SET UP!!』のタイトルに統一されることになった。
週末版の『センパツ!』同様に、予めナイター中継の予定のない、およびナイターがすべて中止（予備日扱いで試合が組まれなかった日は中止に準ずる）となった土曜日・日曜日に放送。ただし予めナイター中継の予定がない場合と、ナイターがすべて中止の場合では内容が異なる。
2018年度までにおける予めナイター中継の予定がない場合の内容は、『SET UPスペシャル』と題して、日曜ナイターが当初からない日に文化放送ローカルで行う『サンデープレミアム』や、平日の西武戦ナイター開催可能性がない場合の『ライオンズナイタースペシャル』にて『SET UP!!』を放送しない時間帯（前述）の内容に準じた特別番組枠である。週末版はNRNナイターの雨傘番組でもあるため、特番枠としての『SET UPスペシャル』も含め、ナイター中継のネット局でも放送される。ただし土曜日であっても、その日の特番の内容によっては『SET UPスペシャル』ではなく『文化放送ホームランナイタースペシャル』と題して文化放送のみの放送として、ネット局へは後述する雨天中止版の『SET UP!!』を裏送りすることがある。
一方、雨天中止版の内容は、2014年度までは2010・2011年の週末版『センパツ!』と同様に、2009年まで放送されていた『ビッグサウンズスペシャル』と同じ体裁の事前録音番組であり、「吉田涙子のSET UP!!」として当時文化放送アナウンサーだった吉田涙子が単独で担当していた。18時台が「ミュージックセレクション」、19時台がアーティスト特集、20時台がテーマ特集という構成に変わりはなかった。2015年度より文化放送アナウンサー（2015年4月から嘱託アナウンサー）の竹内靖夫が案内役となり、「バンブー竹内のSET UP!!」のタイトルで、「オトナのミュージック」をテーマに掲げた番組として放送されていた。雨天中止版と開催無し版が統一された2019年度も4月中は竹内が担当していたが、5月からは文化放送アナウンサーの砂山圭大郎が案内役となり「砂山圭大郎のSET UP!!」となった。
なお、QRからはナイター中継のような裏送りをする放送局向けに対する配慮・強調は特に行わない。これはQRでも本番カードが雨天中止となった場合や20:00以前の終了が見込まれる薄暮試合であった場合（2013年以後は土曜のみ）に、常に季節に関係なく放送できる番組をあらかじめ制作・ストックしていることも挙げられる。
ジングルは本編中に挿入したりCMに入る際にはネット局でもそのまま流れるが、CMが明ける際のジングルの全国送出は行っていない（QRのみ局名ありのジングルがあった）。
放送時間
- 土曜・日曜 18:00 - 21:00
  - QR自社で放送されていた当時、編成上17:57開始としていたが、事実上は前番組『ホームランナイタープロローグ』のエンディングとして運用され、『SET UP!!』本編の内容紹介もしくは『- プロローグ』で伝えきれなかったスポーツの話題を紹介していた。これは、ネット局は早くても18:00スタートであることへの配慮である。また、本編中もNRNナイターに準じて、18:03と18:23にネット局向けの飛び乗りポイントが設けられているが、日曜日の『SET UPスペシャル』としての特番放送時は、その日のネット予定局の開始時間に合わせて飛び乗りポイントを設定していた。
  - ネット局は20:56を以って終了となるが、日曜についてはQRは元々PT扱いで放送されていたため、2012年度は提供読み枠相当部にQRのみに向けたエンディングがあった。そのためABCラジオは飛び降りの形になっていた（土曜日はQRも提供読みがある）。土曜もQRに限定した告知事項がある場合は同様の対応を取る場合があった。

ネット局
○印:NRNナイターを定時ネットしており、中継予定がない場合も含めて本番組をネットする局

△印:ナイターを中継予定かつ、その試合が予備も含めて中止になった場合にネットする局

●印:4-6月は△印と同様の対応、7-9月は○印と同様の対応となる局
土曜日
| 放送対象地域 | 放送局名              | 年度別放送有無 | 年度別放送有無 | 年度別放送有無 | 年度別放送有無 | 年度別放送有無 | 年度別放送有無 | 年度別放送有無 | 年度別放送有無 | 年度別放送有無 | 年度別放送有無 | 年度別放送有無 | 年度別放送有無 | 備考   |
| 放送対象地域 | 放送局名              | 2012           | 2013           | 2014           | 2015           | 2016           | 2017           | 2018           | 2019           | 2020           | 2021           | 2022           | 2023 以降      | 備考   |
| ------------ | --------------------- | -------------- | -------------- | -------------- | -------------- | -------------- | -------------- | -------------- | -------------- | -------------- | -------------- | -------------- | -------------- | ------ |
| 関東広域圏   | 文化放送（QR）        | ○              | ○              | ○              | ○              | ○              | ○              | ○              |                |                |                |                |                | 製作局 |
| 北海道       | STVラジオ（STV）      | ○              | ○              | ○              | ○              | ○              | △              | △              | △              |                |                |                |                | [ 8 ]  |
| 福島県       | ラジオ福島（RFC）     | ○              |                |                |                |                |                |                |                |                |                |                |                |        |
| 茨城県       | 茨城放送（IBS）       | ○              | ○              | ○              | ○              | ○              | ○              |                |                |                |                |                |                |        |
| 長野県       | 信越放送（SBC）       | ○              |                |                |                |                |                |                |                |                |                |                |                |        |
| 富山県       | 北日本放送（KNB）     | ○              |                |                |                |                |                |                |                |                |                |                |                |        |
| 福井県       | 福井放送（FBC）       | ○              | ○              | ○              | ○              | ○              | ○              | ○              | ○              |                |                |                |                |        |
| 中京広域圏   | 東海ラジオ放送（SF）  | △              | △              | △              | △              | △              | △              | △              | △              | △              | △              |                | △              | [ 9 ]  |
| 近畿広域圏   | 朝日放送ラジオ（ABC） | ●              | ●              | △              | △              | △              | △              | △              | △              | △              | △              | △              | △              | [ 10 ] |
| 山口県       | 山口放送（KRY）       | ○              | ○              | ○              | ○              | ○              | ○              | ○              | ○              | ○              | ○              | ○              | ○              |        |
| 高知県       | 高知放送（RKC）       | ○              | ○              | ○              | ○              |                |                |                |                |                |                |                |                |        |

日曜日
| 放送対象地域 | 放送局名              | 年度別放送有無 | 年度別放送有無 | 年度別放送有無 | 年度別放送有無 | 年度別放送有無 | 年度別放送有無 | 年度別放送有無 | 年度別放送有無 | 年度別放送有無 | 年度別放送有無 | 年度別放送有無 | 年度別放送有無 | 備考   |
| 放送対象地域 | 放送局名              | 2012           | 2013           | 2014           | 2015           | 2016           | 2017           | 2018           | 2019           | 2020           | 2021           | 2022           | 2023 以降      | 備考   |
| ------------ | --------------------- | -------------- | -------------- | -------------- | -------------- | -------------- | -------------- | -------------- | -------------- | -------------- | -------------- | -------------- | -------------- | ------ |
| 関東広域圏   | 文化放送（QR）        | ●              |                |                |                |                |                |                |                |                |                |                |                | 製作局 |
| 北海道       | STVラジオ（STV）      |                | △              |                | △              | △              |                | △              |                |                |                |                |                | [ 11 ] |
| 中京広域圏   | 東海ラジオ放送（SF）  | △              | △              | △              | △              | △              | △              | △              | △              | △              | △              |                | △              | [ 9 ]  |
| 近畿広域圏   | 朝日放送ラジオ（ABC） | ●              | △              | △              | △              | △              | △              | △              | △              | △              | △              | △              | △              | [ 12 ] |

このほか、2014年8月24日は、日曜ながら南海放送が地元開催のヤクルト対DeNA戦を、文化放送からの裏送りで中継を組んだ際に、その予備番組として本番組が設定されていた（実際はヤクルト対DeNA戦を放送）。
なお、東北放送と中国放送は、土・日ナイター中継が対戦カードやネット局対応で不定期にNRNでのネット送受となるものの、中継予定カードが中止になった場合、予備カードの補充をせずに通常編成の定時番組（日曜の中国放送は一部独自の雨傘編成）を放送するため、『SET UP!!』は原則としてネットしない。また、KBCラジオも2012年まで土曜ナイターの定時枠があったが、当時から中継予定カードが予備も含めて中止になった場合は独自の編成で放送しているため、こちらも原則としてネットしない。

### 2012年度
2012年度はホームランナイターにおいて雨天中止が1度もなかったため、雨天中止版は文化放送と別内容でネット局裏送りを行った9月22日の1回のみの放送で、文化放送では1回も放送されなかった。
なお、2012年は土曜日ナイターが多く組まれ、予定通り日程を消化したため、土曜日は5月26日、9月22日の2回のみ放送だった（うち9月22日は『文化放送ホームランナイタースペシャル』と地方局向けの『SET UP!!』の二重制作）。
4月から6月のNRNナイターネット局は文化放送のみとなったため、日曜日にあらかじめナイターが組まれていない場合、文化放送は『サンデープレミアム』をローカルで編成し、地元局のナイターを放送している局において、そのカードが中止になった場合は雨天中止版を放送することが想定されていた。また、ABCラジオがNRNナイターを定時ネットする7月8日以降は、『サンデープレミアム』を『SET UPスペシャル』として統合し、ナイターのない日曜には従来の『サンデープレミアム』の内容のまま、ABCラジオにも同時ネットする形になった。このため、実質的に2012年の週末版『SET UP!!』は特別番組枠となった。

#### 放送内容
2012年5月26日（土）
- 18:00-19:30「K-POP COUNTDOWN」（コン・テユ、イ・テガン<無限男子>）

以前から文化放送ローカルで定期的に（月1回ペースで）放送されていた番組。18:03ごろの飛び乗りポイントでは全国向けが強調されたが、内容面でのネット局への配慮は少なかった。
- 19:30-21:00「AFTERSCHOOL　PLAYGIRLZ RADIO」（AFTERSCHOOL、コトブキツカサ、ヒョンギ）

ウェブ ではネット一覧の中にSF、ABC、RCC、KBCにもネットされるとあるが、実際には放送されなかった（上記各局はナイターが予め組まれていない時の定時、または別の予備番組を放送）。
2012年7月8日（日）
- 18:00-19:30「甲斐よしひろのセイ!ヤング21スペシャル」

ABCラジオは18:26からの飛び乗りで放送した。ABCラジオが飛び乗るまでは番組上では『文化放送 セットアップスペシャル』と呼称していた。
- 19:30-21:00「K-POP COUNTDOWN」

このときもABCラジオで放送されることが強調されていた。さらにはリスナーからの投稿に答える形で出演者が自己紹介するなど、5月26日とは異なりABCラジオのリスナーに向けた配慮が見られた。
2012年7月22日（日）
この日はオールスターゲーム第2戦の予備日(13:30プレイボール)となっていたため、ABCラジオはデーゲーム中継がある場合と同じ扱い、東海ラジオは14時からの定時デーゲーム枠にナイター時間帯番組を移動させナイター中継がすべて中止の場合と同じ扱いとなった。
- 18:00-19:30「K-POP COUNTDOWN」

東海ラジオは18:03から、ABCラジオは18:26から、それぞれ飛び乗りで放送した。飛び乗りポイントにて出演者が、名古屋・大阪地区での活動も絡めた形で近況を告知するといった配慮が見られた。
- 19:30-21:00「AFTERSCHOOL PLAYGIRLZ RADIO 番外編 ORANGE CARAMELのオレキャラ☆ナイト!」（ORANGE CARAMEL、コトブキツカサ、ヒョンギ）

2012年9月9日（日）
- 18:00-19:30「甲斐よしひろのセイ!ヤング21スペシャル」

ABCラジオは18:26からの飛び乗りで放送した。
- 19:30-21:00「高橋まさいち SET UPスペシャル」

平日版「SET UP!!」の特別番組として放送、かつ唯一の地方局へのネットとなった。ABCラジオ向けに番組の説明・パーソナリティの自己紹介が行われた。
2012年9月22日（土）
この日は文化放送向けの「ホームランナイタースペシャル」と、ネット局向けの「SET UP!!」の二重制作となった。これは1年半放送されていた平日版「SET UP!!」の年度最終回を全国放送に充てるとネット局への配慮が難しいことや、「オフレコ!」がニコニコ生放送で配信されていることへの配慮のためといえる。なお、吉田涙子アナは自社向けの「オフレコ!」とネット局向けの「SET UP!!」双方に出演していた。
- 文化放送向け（文化放送ホームランナイタースペシャル）
  - 18:00-19:30 「高橋まさいち・まきしま範彦 SET UP!!」（平日版「SET UP!!」の2012年度最終回スペシャル）
  - 19:30-21:00「田原総一朗 オフレコ!スペシャル」
- ネット局向け
  - 18:00-21:00「吉田涙子のSET UP!!」（雨天中止版に準じたもの。19時台は椎名林檎特集。20時台は「肉食系の曲」をテーマとして送った）

2012年9月23日（日）
- 18:00-19:30「K-POP COUNTDOWN」

ABCラジオは18:26からの飛び乗りで放送した。この回を以ってこの番組の地方局へのネットは終了。
- 19:30-21:00「AFTERSCHOOL PLAYGIRLZ RADIO 番外編 ORANGE CARAMELのオレキャラ☆ナイト!」（ORANGE CARAMEL、コトブキツカサ、ヒョンギ）

「オレキャラ☆ナイト!」は2012年度ナイターオフシーズンも含めて、2ヶ月に1回のペースでの放送が続いたが、2013年度ナイターシーズンに入ってからは放送されていない。しかし2013年度ナイターオフには数回放送された。

### 2013年度
2013年からは文化放送での日曜のナイター中継が定時編成されない（NRN日曜ナイターは定時ネット局が1局もない ものの当面存続）ことから、特別番組枠としての放送は土曜日のみとなり『甲斐よしひろのセイ!ヤング21スペシャル』も土曜日の放送となる（『田原総一朗 オフレコ!スペシャル』と『K-POP COUNTDOWN』は平日のライオンズナイター枠で放送）。また試合開催予定がない場合の18時台は、かつての『プロ野球ホットライン』に相当する企画として、文化放送野球解説者の冠が付いたプロ野球情報番組（アシスタントは斉藤一美アナウンサー）を設定するようになった。
一方で日曜日は全試合中止となった場合も、文化放送では野球中継予定がない場合における通常編成を送ることになったため、本番組はSTVラジオ・東海ラジオ・ABCラジオに対しての裏送り放送に限定される（実際には日曜日ナイター中継カードの中止が1試合もなかったため、日曜日の放送は発生しなかった）。
ABCラジオは平年7-9月は土・日曜のナイターを定時枠扱い で放送しており、2012年までは日曜日もナイターが雨天中止、または基から予定されていない場合を問わず当番組をネット受けしていたが、2013年から文化放送の日曜ナイターの不定期特番への変更に伴い、基から日曜日の阪神戦がデーゲームである場合（高校野球期間は除く）は文化放送からのネット とはせず、通常ナイターオフ（10-3月）と4-6月は定時番組扱いで放送されている自社制作番組『Cheers!』を放送する。
また、東海ラジオも2012年までは試合予定が一切ない日曜に当番組をネット受けしていたが、同様の理由で2013年からはデーゲーム枠のレインコート兼フィラー番組である『松原敬生の日曜も歌謡曲』を、『ガッツナイタースペシャル』のスタジオバージョンとして放送する形態に変更されている。この関係で、オールスターゲームの予備日が日曜デーゲームとなった場合の中継枠が設けられるようになった。
また土曜日のデーゲーム開催が増加している傾向から、ラジオ福島、信越放送、北日本放送は2013年度から土曜日NRNナイター定時ネットを取りやめ、週末のナイター・予備番組とも放送から完全撤退したほか、KBCラジオも土曜日のNRNナイターを取りやめ、ソフトバンク戦がナイターの場合のみ中継する方針となったが、中継予定試合中止の場合は予備補充をせずに定時編成を復活させるようになったため、本番組のネットは発生しない。

#### 放送内容
2013年4月6日（土）
- 18:00-19:30「駒田徳広 満塁ナイト〜開幕一週間を喋り倒せ!〜」
- 19:30-21:00「甲斐よしひろのセイ!ヤング21スペシャル」

2013年4月13日（土）
- 18:00-21:00「アリス It's a time スペシャル」（アリス、吉田涙子）

2013年5月4日（土）
文化放送自社のみ、20:00から『民放ラジオ100局特別番組 ALL TOGETHER NOW 2013 by LION』（競合局やFM局も含め全国民放100局で放送されるが、地域によって放送時間が異なる）を放送するため、この日は全編で文化放送とネット局で別編成となる。
- 文化放送向け（文化放送ホームランナイター SET UPスペシャル）
  - 18:00-19:00「駒田徳広 満塁ナイト〜ゴールデンウィークで喋り倒せ!〜」
  - 19:00-20:00「甲斐よしひろのセイ!ヤング21スペシャル」
  - 20:00-21:00「民放ラジオ100局特別番組 ALL TOGETHER NOW 2013 by LION」
- ネット局向け
  - 18:00-21:00「吉田涙子のSET UP!!」（雨天中止版に準じたもの）※なお、東海ラジオとABCラジオは別番組放送のため放送無し。

2013年6月1日（土）
- 18:00-19:30「駒田徳広 満塁ナイト〜水無月の夜に喋り倒せ〜」
- 19:30-21:00「甲斐よしひろのセイ!ヤング21スペシャル」

### 2014年度
2014年に関しても大きな変更はなく2013年と同様の方針となっているが、STVラジオは不定期に自社制作の雨傘番組を設定し、かつ日曜日の日本ハム戦が中止になった場合には通常編成を送ることになったため日曜日のネットの可能性がなくなった。このため、同局へのネット機会は大幅に減少した。
また、土曜日のABCラジオについても、7-9月であっても（阪神以外の球団も含めて）ナイトゲームが1試合もない場合 には、4-6月の阪神戦デーゲーム開催時に準じた編成を採るため、事実上中継予定試合中止の場合のみの放送となった。なお2014年度は地方局も含め中継予定カードの雨天中止が無かった為、雨天中止版が文化放送でもネット局でも1回も放送されなかった。

#### 放送内容
STVラジオ・ABCラジオはいずれも自社制作番組のため放送無し。
2014年4月12日（土）
- 18:00-19:00「駒田徳広 満塁ナイト〜春爛漫の夜に喋り倒せ〜」
- 19:00-21:00「ポール・マッカートニー再来日記念特番 『マタ、アイマショウ』の約束」（タケカワユキヒデ、吉田涙子）

2014年5月24日（土）
- 18:00-19:00「駒田徳広 満塁ナイト〜加藤秀司の誕生日に喋り倒せ〜」
- 19:00-21:00「甲斐よしひろのセイ!ヤング21スペシャル」

2014年9月13日（土）
- 17:57-19:00「笘篠賢治 情熱ボールパーク〜もう“とまぴょん”とは言わせない〜」[17]
- 19:00-20:00「甲斐よしひろのセイ!ヤング21スペシャル」
- 20:00-21:00「洋楽ジャパン 秋の来日直前プレミアム」（中村真理）※ボーイズIIメンとポール・ポッツの来日記念特番。

2014年9月20日（土）
- 17:57-19:00「笘篠賢治 情熱ボールパーク〜決して“とまぴょん”とは言わせない〜」
- 19:00-21:00「さだまさし 生でやります! 第二楽SHOW♪」（さだまさし、寺島尚正）

### 2015年度
2015年も2013年、2014年と同様の方針となっているが、土曜日のABCラジオのタイガースデーゲームの開催日は、全国高等学校野球選手権大会の開催期間（8月中旬の2週間）以外は通年を通してナイター/予備番組とも放送しない方針となった。一方、STVラジオが日曜日の予備補充を再開したため、本番組の放送可能性が復活した。

#### 放送内容
ABCラジオはいずれも自社制作番組のため放送無し。STVラジオは6月13日（ネット局向け裏送り分）と6月27日のみネット。
2015年4月11日（土）
- 18:00-20:00「駒田徳広 満塁ナイト〜森高千里の誕生日に喋り倒せ!〜」
- 20:00-21:00「甲斐よしひろのセイ!ヤング21スペシャル」

2015年5月23日（土）
- 18:00-19:30「東尾修 ぶっちゃけトンビ」
- 19:30-21:00「甲斐よしひろのセイ!ヤング21スペシャル」

2015年6月13日（土）
文化放送自社のみスペシャルウィークに伴う特別編成を採ったため、全編で文化放送とネット局で別編成となる。また、茨城放送は部分的に文化放送の編成に準拠するため、変則対応となる。
- 文化放送向け（文化放送ホームランナイター SET UPスペシャル）
  - 18:00-19:00「駒田徳広 満塁ナイト〜ホセ・オーティズの誕生日に喋り倒せ!〜」
  - 19:00-21:00「東京スカイツリー!祝3周年!AKB48とスピードワゴンの天下一電波局!」（峯岸みなみ、北原里英、川栄李奈、入山杏奈、大家志津香（以上、当時AKB48）、スピードワゴン）※2015年5月23日に東京スカイツリータウン4階スカイアリーナで収録された公開録音番組。茨城放送でも同時間に放送。また東北放送でも6月14日25:30-27:30に時差ネット。STVラジオでは6月14日24:00-25:00の60分に編集したものを放送。
- 茨城放送向け（厳密には「IBSダイナミックナイター」を編成上休止しての特別番組扱い）
  - 18:20-19:00「ナイタージョッキー」（自社制作）
  - 19:00-21:00「東京スカイツリー!祝3周年!AKB48とスピードワゴンの天下一電波局!」（文化放送と同時放送）
- ネット局向け
  - 18:00-21:00「バンブー竹内のSET UP!!」（雨天中止版に準じたもの）※ABCに加え、東海ラジオも別番組放送の為放送なし。

2015年6月20日（土）
- 18:00-19:00「笘篠賢治 情熱ボールパーク〜絶対“とまぴょん”とは言わせない!〜」
- 19:00-21:00「さだまさし 風のまさ三郎」（さだまさし、寺島尚正）※東海ラジオもオールスターゲーム予備日である7月19日の17:00-19:00に時差放送。

2015年6月27日（土）
- 18:00-19:00「石井貴 私、笑うと可愛いんです」
- 19:00-20:00「Dream5のようかい体操はじまるよ〜」
- 20:00-21:00「我が家とチキパのガヤガヤパレード」

2015年9月12日（土）
- 18:00-19:00「笘篠賢治 情熱ボールパーク〜もう“とまぴょん”でいいかもしれないね〜」
- 19:00-20:00「桐谷美玲のラジオさん。リターンズ☆」
- 20:00-21:00「甲斐よしひろのセイ!ヤング21スペシャル」

2015年9月26日（土）
- 18:00-20:00「駒田徳広 満塁ナイト〜西口文也の誕生日に喋り倒せ!〜」
- 20:00-21:00「タブレット純の‘‘浜松町ナイトクラブ’’」

### 2016年度
前年までとほぼ同様の方針となったが、高知放送がこの年よりネットを離脱した。

#### 放送内容
2016年4月9日（土）
- 18:00-20:00「駒田徳広 満塁ナイト〜ミラクルひかるの誕生日に喋り倒せ!〜」
- 20:00-21:00「A&Gアーティストアワー featuring「やなぎなぎ」「i☆Ris」」

2016年4月16日（土）
- 18:00-19:00「笘篠賢治 情熱ボールパーク〜時と場合によっては“とまぴょん”でOkです〜」
- 19:00-20:00「原宿駅前ステージで逢いましょう!」
- 20:00-21:00「甲斐よしひろのセイ!ヤング21スペシャル」

2016年5月7日（土）
- 18:00-20:00「石井貴 私、笑うと可愛いんです」
- 20:00-21:00「我が家とチキパのガヤガヤパレード」

2016年6月4日（土）
- 18:00-19:00「東尾修 ぶっちゃけトンビ」
- 19:00-20:00「我が家とチキパのガヤガヤパレード」
- 20:00-21:00「甲斐よしひろのセイ!ヤング21スペシャル」

2016年6月18日（土）
- 18:00-19:00「東尾修 ぶっちゃけトンビ」
- 19:00-21:00「トレンディエンジェルのPePePeラジオ・サタデー」

2016年9月24日 (土)
- 18:00-19:00「駒田徳広 満塁ナイト〜真行寺君枝の誕生日に喋り倒せ!〜」
- 19:00-20:00「遊々ミュージック 演歌フェスティバル」
- 20:00-21:00「甲斐よしひろのセイ!ヤング21スペシャル」

### 2017年度
斉藤一美がスポーツ実況から退いたため、前年までの文化放送野球解説者の冠番組はすべて終了。後継として『サタデースポーツフィーバー』という新スポーツ情報番組を設定する。『サタデースポーツフィーバー』は前年度まで平日版『SET UP!!』を担当していた高橋将市と槙嶋範彦が交代でパーソナリティーを務め、こちらでは八木菜緒とコンビを組む。
一方、STVラジオはこの年から日本ハム戦全試合中継の方針を打ち出したためNRNナイターの定期ネットを取りやめ、ABCや東海ラジオ同様に中継試合中止時のみの放送となった。

#### 放送内容
2017年4月8日 (土)
- 18:00-20:00「サタデースポーツフィーバー」（高橋将市・八木菜緒）
- 20:00-21:00「甲斐よしひろのセイ!ヤング21スペシャル」

2017年4月15日 (土)
- 18:00-20:00「サタデースポーツフィーバー」（槙嶋範彦・八木菜緒）
- 20:00-21:00「加山雄三80歳!若大将一夜限りのスペシャルラジオ」

2017年5月6日 (土)
- 18:00-19:30「サタデースポーツフィーバー」（高橋将市・八木菜緒）
- 19:30-21:00「武井壮のガッとして、ビターン!3」

2017年5月13日 (土)
- 18:00-20:00「サタデースポーツフィーバー」（槙嶋範彦・八木菜緒）
- 20:00-21:00「甲斐よしひろのセイ!ヤング21スペシャル」

### 2018年度
前述のように平日版の「SET UP」は2017年限りで廃止されたが、週末版については2018年度以降もこのタイトルを維持することになった。内容は前年に準ずるが、『サタデースポーツフィーバー』については八木が3月末を以って文化放送退社に伴い前年限りで降板、後任にフリーアナンサー山田幸美が加わり槙嶋も事実上降板で高橋のみ続投となり山田と2人で進行することになった。
また、日曜日についてはナイター中継を編成する局がABCのみの場合、ABCは全試合中止時も本番組の配信を受けず、JRN割り当ての曜日（火・水・木曜）同様に自社制作の雨傘番組を編成するようになった。ただし同じ日に東海ラジオもしくはSTVラジオがナイター中継を編成する場合は、ABCも従来通り本番組を組み込んでいる。

#### 放送内容
2018年4月7日（土）
- 18:00-20:00「サタデースポーツフィーバー」（高橋将市・山田幸美）
- 20:00-21:00「甲斐よしひろのセイ!ヤング21スペシャル」

2018年5月19日（土）
- 18:00-20:00「サタデースポーツフィーバー」（高橋将市・山田幸美）
- 20:00-21:00「フィロソフィーのダンス『Lesson.1』」

2018年6月16日（土）
- 18:00-18:30「サタデースポーツフィーバー」（山田幸美）
- 18:30-19:30「編集長 稲垣吾郎 スペシャル」[18]
- 19:30-21:00「和牛のモーモーラジオ～"あま"色の髪の乙女たち」

2018年6月23日（土）
18:00-20:00「サタデースポーツフィーバー」（高橋将市・山田幸美）
20:00-21:00「甲斐よしひろのセイ!ヤング21スペシャル」
2018年9月15日（土）
18:00-19:00「サタデースポーツフィーバー」（高橋将市・山田幸美）
19:00-20:00「Anison Days+」
20:00-21:00「甲斐よしひろのセイ!ヤング21スペシャル」

### 2019年度以降
文化放送ではこのシーズンから週末のナイターのレギュラー放送を全面的に廃止したが、系列局向けのNRNナイターの裏送りは継続する。このため本番組もFBC・KRY向けを中心に裏送り番組として継続するが、単発特番としての『SET UPスペシャル』の形態での放送（『サタデースポーツフィーバー』を含む）は廃止され、中継予定カード有無に関わらず、それまでの雨天中止版の内容に統一する。
4月20日までは前述のように竹内がパーソナリティを担当していたが、これは収録済み未放送分の消化措置だったようで、5月4日以降は砂山圭大郎（KRYが所在する山口県出身）がパーソナリティを担当している（4月27日の野球中継中止時も砂山が担当する予定であった）。
なお、中継予定が元々ない場合はFBC・KRYの2局ネットとなるが、KRYは18:20からの飛び乗り放送となるため、それまでの時間は事実上FBCのみのローカル放送となる。
2020年度はFBCも週末のナイター放送を取りやめたため、中継予定が元々ない場合は事実上KRYのみのローカル放送となり、18:20以前の部分は雨天中止による放送でしか流れないことになる。また、STVラジオは2020年度より日本ハム戦中止時には予備カードを設定せず、自社制作番組を放送する方針となったため、本番組についても放送の可能性が無くなった（その後2021年から、日本ハム戦の開催にかかわらず土・日のプロ野球中継はデーゲーム・ナイター問わず全廃となった）。2020年は新型コロナウイルス感染拡大の影響により、公式戦の開幕が延期になったが、この年の4月から公式戦の開幕までの期間にもKRYではナイター放送枠で本番組が放送されていた。
2021年度は4月3日よりKRY向けに雨傘番組として始まりナイターが組まれない場合に放送され、中継予定試合中止の場合の雨傘番組としてのみ前年同様SFとABCでも設定された。8月22日（日）は当日の中日対阪神が高校野球の裏開催となったため、ABCでは唯一のナイターである広島対ヤクルトをRCCからネットする予定であったが、この試合が中止になったことから本番組が配信されることになった。日曜日に本番組が放送されるケースは、特番形式の『SET UPスペシャル』を含む場合は2012年9月23日以来、含まない場合は本名義となってから初めてのことであった。2021年は2020年東京オリンピックの開催の影響により、7月と8月には公式戦が中断されたが、公式戦の中断期間にもKRYではナイター放送枠で本番組が放送されていた。
2022年度も4月2日より前年と同様の体制でナイターが組まれない日にKRY向けに放送されている。また、日曜日はABCラジオがタイガース戦のナイター開催日に予備カードを含めてすべて中止になった場合のみに放送されるが、この事例は7月10日に発生した。なお、東海ラジオはこの年のみ、中継予定試合が予備も含めて中止となった場合、ほぼ同趣旨の音楽番組『ガッツナイタースペシャル ◯◯特集』をデーゲーム・ナイター共通で自社制作するようになったため一旦ネットを完全離脱しており、日曜日は事実上ABCラジオ専用の雨傘番組となっていたが、2023年は2021年までの状態に戻している。

## 単発特番
2013年度のナイターオフ期間には、スポーツ部門が制作する単発の特別番組も『SET UPスペシャル』として放送することがある。いずれも文化放送ローカルで放送。
2013年11月17日（日）
- 15:30-16:00「文化放送サンデーSET UPスペシャル マイルチャンピオンシップ実況中継」

通常競馬実況が挿入される「ピピッとサンデー Waku Waku Mix」が、横浜国際女子マラソン中継に伴い休止されたため、競馬中継を単独番組として編成。
2013年11月24日（日）
- 15:50-16:05「文化放送サンデーSET UPスペシャル ジャパンカップ実況中継」

発走予定時刻が15:55であり「ピピッとサンデー Waku Waku Mix」の枠内に収まらないため、同番組終了後に別番組として競馬中継を編成。
2013年12月8日（日）
- 28:00-28:30「フットボールカーニバル」（出演:後藤健生、アマンダ、長谷川太）

スペシャルウィークに伴い、普段放送休止している日曜深夜枠に組まれた特別番組。